# Elżbieta Jasińska
Elżbieta Jasińska (ur. 16 marca 1948 w Gryficach) – polska aktorka teatralna i filmowa.

## Życiorys
W 1970 roku ukończyła studia na Wydziale Aktorskim PWSFTviT w Łodzi. Występowała na scenach następujących teatrów:
- Teatr Nowy w Łodzi

Od 1985 roku mieszka w Belgii.

## Filmografia
- 1972: Na krawędzi − sekretarka
- 1973: Droga − doktor Maria Lewandowska (odc. 6)
- 1975: Dyrektorzy (odc. 1)
- 1976: Inna
- 1976: Daleko od szosy (odc. 2)
- 1977: Milioner − Jadźka, siostra Zośki
- 1979: Podróż do Arabii − Maryśka, koleżanka Anny z biura
- 1981: 07 zgłoś się (odc. 10)
- 1982: Bluszcz − dentystka
- 1983: UFO
- 1983: Seksmisja − fałszywy Maks po rzekomej naturalizacji
- 1984: Wszystko powiem Lilce!
- 1987: Kingsajz − kierowniczka sklepu

## Teatr Telewizji
Wystąpiła w kilku spektaklach Teatru telewizji. Zagrała m.in. rolę Szeławiny w spektaklu "Grzesznicy bez winy" (1972r.), a także rolę Heleny Popowej w spektaklu "Niedźwiedź" (1984r.).